# Истад Ал-Фаюм
Стадион „Истад Ал-Фаюм“ е стадион в гр. Фаюм, Египет, с капацитет 20 000 зрители. На този стадион играе мачовете си футболния отбор Миср ал-Макаса.